# Solieria vaga
Solieria vaga là một loài ruồi trong họ Tachinidae.